# 575e Volksgrenadierdivisie
De 575e Volksgrenadierdivisie (Duits: 575. Volksgrenadier-Division) was een Duitse infanteriedivisie tijdens de Tweede Wereldoorlog. De divisie werd opgericht en alweer opgeheven voor de oprichting compleet en afgesloten was.

## Geschiedenis
De 575e Volksgrenadierdivisie werd opgericht op 25 augustus 1944 op Oefenterrein Döberitz in Wehrkreis III als onderdeel van de 32. Welle uit resten van de vernietigde 272e Infanteriedivisie. Echter, alvorens de oprichting afgesloten was, werd de divisie al op 17 september 1944 omgedoopt in de 272e Volksgrenadierdivisie. 

## Commandanten
| Rang | Naam | Begin             | Eind              |
| ---- | ---- | ----------------- | ----------------- |
|      | ??   | 15 september 1944 | 17 september 1944 |

## Samenstelling
- Grenadier-Regiment 1183
- Grenadier-Regiment 1184
- Grenadier-Regiment 1185
- Artillerie-Regiment 1575
- Divisie-eenheden 1575